# Kia Ceres
Kia Ceres – samochód dostawczy klasy miejskiej produkowany pod południowokoreańską marką Kia w latach 1983 – 1999.

## Historia i opis modelu

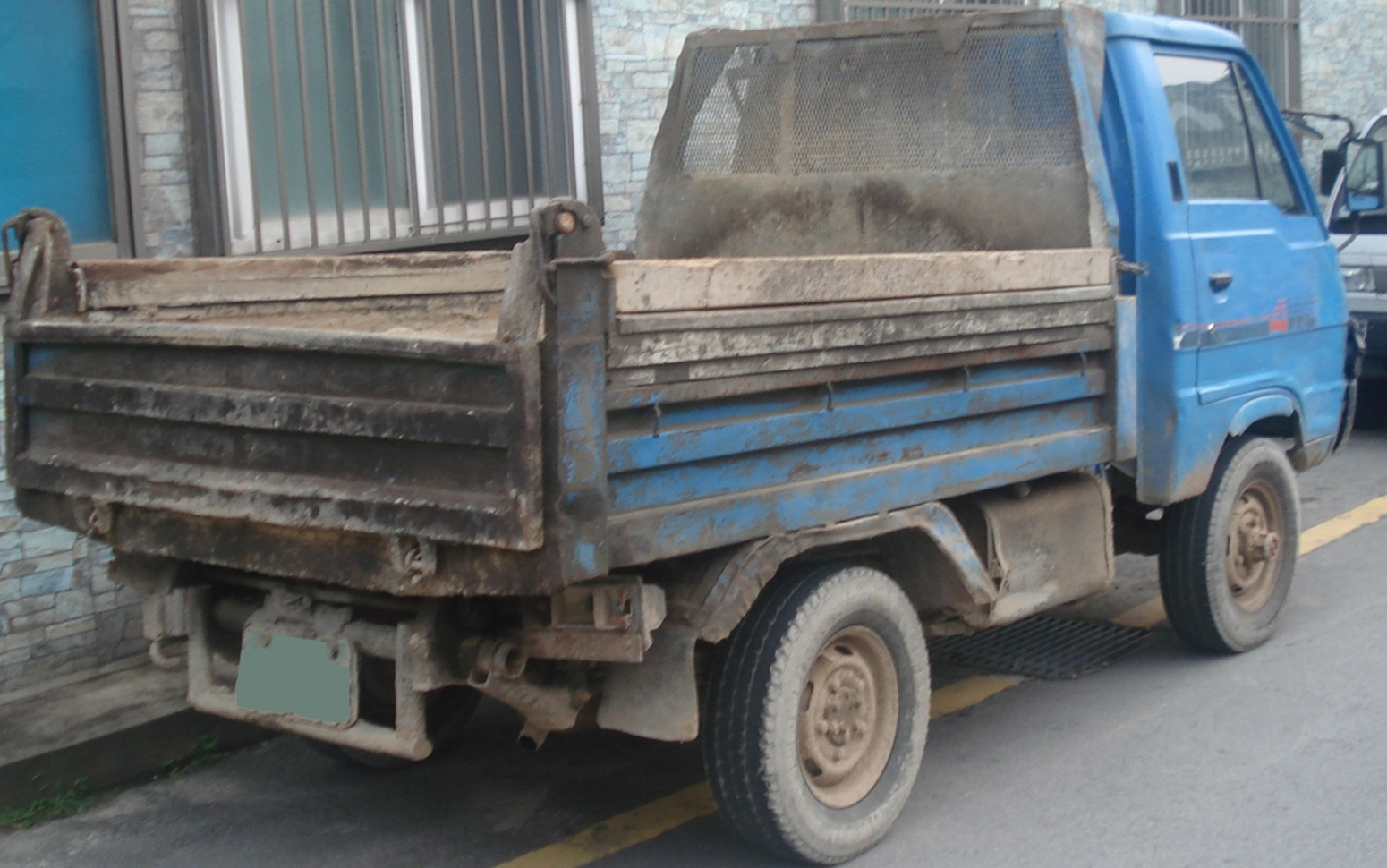
Kia Ceres - tył

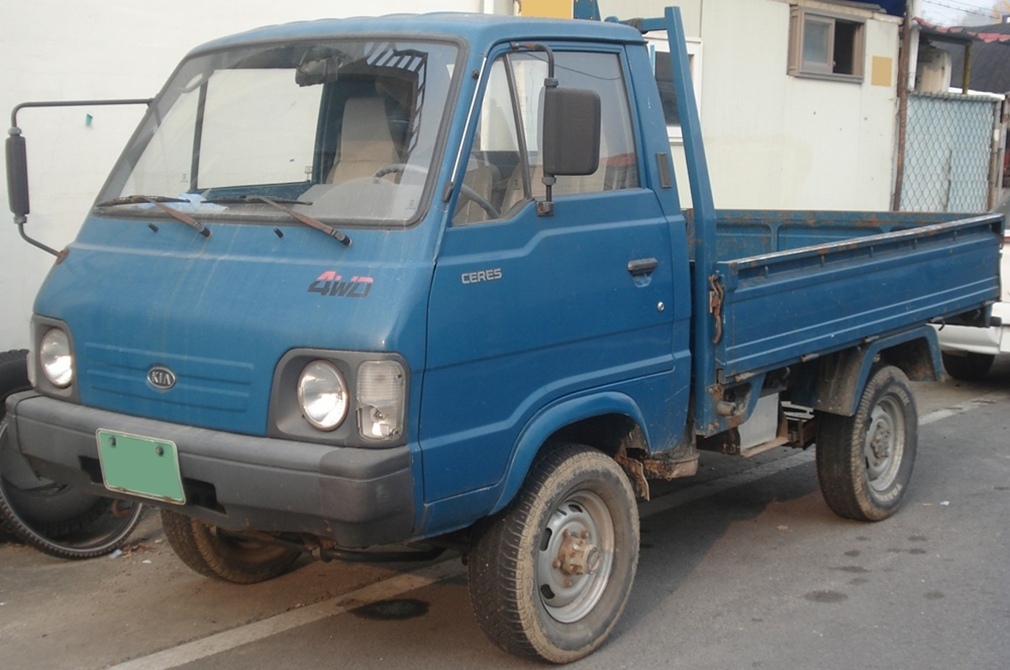
Kia Ceres po liftingu

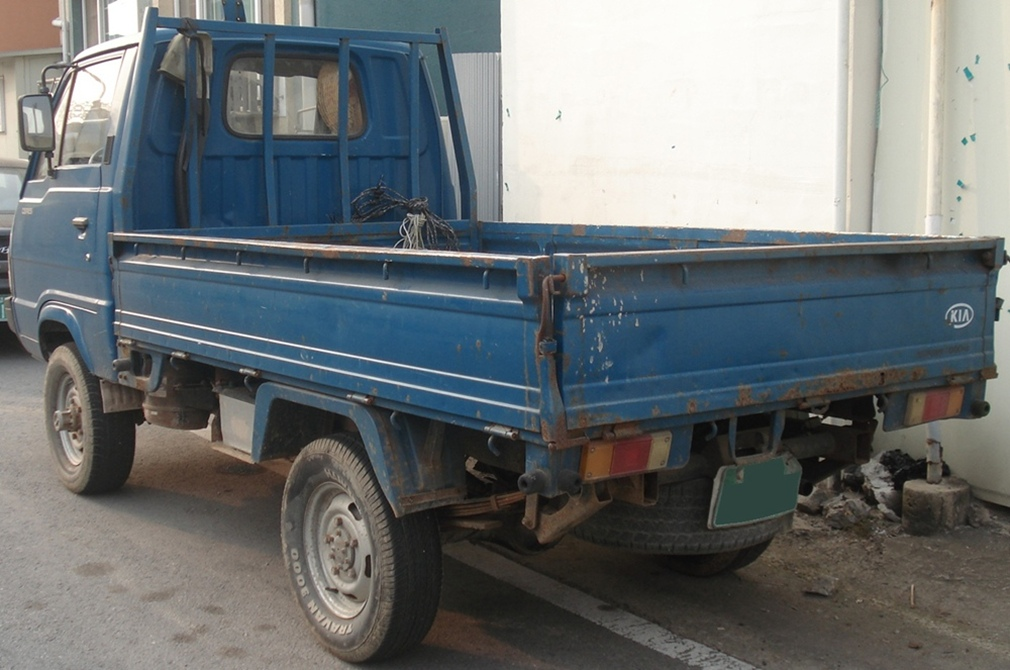
Kia Ceres - tył po liftingu

Kia przedstawiła niewielki samochód dostawczy Ceres w 1983 roku jako mniejszą i tańszą alternatywę dla pozycjonowanego wyżej Bongo, z którym dzieliła ona m.in. podzespoły techniczne.
Samochód przyjął charakterystyczne, obłe proporcje z kabiną umieszczoną nad przednią osią oraz silnikiem znajdującym się na jej wysokości. Ładowność pojazdu ograniczono do mniej niż jednej tony.

### Lifting
Po 12 latach produkcji, w 1995 roku Kia Ceres przeszła gruntowną restylizację nadwozia. Pas przedni otrzymał nowe, owalne logo firmowe umieszczone w centralnym punkcie pasa przedniego, a ponadto zastooswano nowe klosze okrągłych reflektorów połączone plastikową nakładką z odrębnie ulokowanymi kierunkowskazami.
Pod zmodernizowaną postacią Kia Ceres wytwarzana była do 1999 roku, po czym zastąpiła ją zupełnie nowa, druga generacja modelu Bongo.

### Sprzedaż
Kia Ceres trafiła do sprzedaży nie tylko na rodzimym rynku Korei Południowej, ale i na liczne rynki eksportowe jak m.in. Europa, Australia, Ameryka Południowa, Turcja czy Azja Wschodnia.

### Silniki
- L4 2.2l Diesel
- L4 2.4l Diesel